# 马哈迪效应
马哈迪效应是在2018年马来西亚大选期间民间所流行的一句话，意指曾出任首相长达22年的马哈迪·莫哈末将撼动国阵政府61年政权的地位。有学者认为，马哈迪非常熟悉乡区人民的心理，并善于与他们沟通，同时乡村人民也开始讨论物价问题，加上马哈迪也在演讲中挑起一个马来西亚发展有限公司丑闻（1MDB）课题，将很容易带动马来海啸。最终马哈迪效应令反对党希望联盟成功执政中央，而马哈迪本人也出任马来西亚第七任首相。